# 石井マサユキ
石井 マサユキ（いしい まさゆき）は、日本のギタリスト、音楽プロデューサーである。

## 略歴
1968年東京都生まれ。1989年頃からギタリストとして活動を開始する。1995年、屋敷豪太のプロデュースによりバンドThe Changのボーカル、ギタリストとしてデビューし、2枚のアルバムをリリース。解散後もギタリスト、プロデューサーとして活動し、2000年にボーカルの武田カオリとユニットTICAを結成。多数のアルバムを発表する。
2005年からNATURAL CALAMITYの森俊二とGABBY & LOPEZとしても活動を開始し、2006年に発表した「Nicky’s Dream」はRemix誌の年間ベストにも選出される。
また、CHEMISTRYのバンドマスターとしてライブサポートの他、ギタリスト、サウンドクリエイターとして小泉今日子、ハナレグミ、持田香織、土岐麻子、BONNIE PINK、Leyona、ゴンチチ、中島美嘉、鈴木亜美、大橋トリオなど多数のアーティストの作品やライブサポートに参加。
映画制作の分野では『とらばいゆ』『カンナさん大成功です!』の劇中音楽を担当、『人のセックスを笑うな』『ホノカアボーイ』などの音楽制作に携わる。
2019年6月、井出靖率いる25人編成のバンド、THE MILLION IMAGE ORCHESTRAに参加。デビューアルバム『熱狂の誕生』をリリース。